# Craugastor laevissimus
Craugastor laevissimus är en groddjursart som först beskrevs av Werner 1896.  Craugastor laevissimus ingår i släktet Craugastor och familjen Craugastoridae. IUCN kategoriserar arten globalt som starkt hotad. Inga underarter finns listade i Catalogue of Life.